# فلاديمير ميدفيديف
فلاديمير ميدفيديف (بالروسية: Владимир Медведев)‏ هو لاعب كرة قدم روسي في مركز الدفاع، ولد في 10 يوليو 1971. لعب مع FC Zhemchuzhina-Sochi ‏.